# Eyesburn
Eyesburn (Эйзберн) — сербская хардкор-группа. В своей музыке они объединяют такие стили как хардкор и регги.
Группа была образована в 1994 году, и в первоначальный состав группы входили: Неманья «Койот» Кожич (гитара, бэк-вокал), Ненад Живич (вокал), Бывший участник Bloodbath Александр «Алек» Петрович (барабаны), Владимир «Лаза» Лазич (бас-гитара) и Александр «Гил» Радулович.
Название Eyesburn было выбрано в виду комментариев из сербской программы на ТВ, которые «выжигали глаза»[уточнить]

## История

### 1994—1995
Первый релиз, альбом Freedomized, был записан в клубе KST, что в Белграде, в 1995 году. В течение этого периода Eyesburn в основном играли в клубах Белграда, иногда в других городах Сербии.
В 1998 году группа также начала работу над первым студийным альбомом «Dog Life». Однако, вокалист Ненад, покинул группу всего за несколько недель до записи, и Койот взял на себя роль вокалиста. Вся лирика на альбоме была написана на английском языке, а в записи кавер-версии на песню «Exodus» Боба Марли, принял участие вокалист из Del Arno — Йован Матич.
В то же время, Койот начал играть на тромбоне, а в музыку группы добавилось значительное влияние других жанров, таких как регги, даб, драм-н-бейс. Так же была записана кавер-версия на известную песню «Sejn» югославской группы Haustor, которая вошла в сборник «Korak napred 2 koraka nazad»

### 2000—2005
В 2000 году Eyesburn записали свой второй альбом Fool Control, с новым гитаристом, Нинославом «Нино» Филиповичем. Песни «No Free Time», «Foolin' I & I», «Warning Dub» и другие, являются наилучшим образцом смешивания таких жанров как метал, альтернативный рок и регги.
В 2001 году песня «Fool Control» становится саундтреком к популярному молодёжному фильму «Munje!». Тем самым, группа представила себя более широкому кругу людей. В то время они отыграли около 400 концертов, в основном в Сербии, Македонии, Боснии и Словении, которые подтвердили утверждение что Eyesburn является одной из самых активных групп на Югославской сцене. В течение 2001 и 2002 годов, Eyesburn принимали участие в фестивале EXIT в Нови — Сад, где они выступали вместе с Tony Allen, Asian Dub Foundation и Fundamental.
Они также выступали как гости на большом концерте Lee Scratch Perry (вместе с Ank Steady Spear) в Белграде, Burning Spear и такими группами как Pro Pain, Disciplin' A Kitchme и другими.
В 2001 году, на свет выходит новый материал «Gabau!» — который представляет собой специфический переход в звуке к рэгги и продолжается другим проектом «Cool Fire» (2002) который является особенным, так как здесь группа работает с Ank Steady Spear (даб поэт), который написал стихи и исполнил их.
Следующий альбом «Solid» который вышел в Сербии, в мае 2003 года, и был сразу же воспринят фэнами и критиками как лучший альбом группы, показавший что группа доработала свой специфический звук и процесс написания песен, вернувшись к своим хардкор-корням. Все это привело к приглашению от Макса Кавалеры сделать одну песню (Moses) для альбома Soulfly «Prophecy», и поиграть в европейском туре 2004 года в поддержку «Prophecy». Также, Койот появляется на альбоме Soulfly «Dark Ages».
В марте 2005 года происходят изменения в составе: Лаза (бас) и Нино (гитара) покидают группу. Теперь Eyesburn это: Койот (вокал, тромбон, гитара), Алек (барабаны), и новые участники: Дьюл (саксофон), Вучко (бас, экс Del Arno Band), Вукасин (тромбон и бэк-вокал, Smoke’n’Soul — он выступал ранее в роли гостя Eyesburn) и Утвар (новый барабанщик Partibejker).
Изменения в составе повлияли на музыку. Койоту пришлось усилить гитару, а саксофон и тромбон стали чаще встречаться в песнях.
В апреле 2005 года группа начала записывать новый альбом в студии Нови-Сад «М» и в студии в Земуне «Cameleon». В декабре этого же года они выпустили альбом «How Much For Freedom?». 

Альбом вышел в Сербии и Австрии. После выхода альбома группа взяла перерыв в 2006 году, а Неманья ушёл с головой в сольную карьеру.

### Воссоединение
Весной 2011 года группа воссоединилась в следующем составе: Александр Петрович «Алек» (ударные), Владимир Лазич «Лаза» (бас), Неманья Кожич «Койот» (вокал, тромбон), Александр Никич «Лале» (гитара), Зоран Дуроски (гитара) и Вукаслав Маркович (тромбон, бэк-вокал).
Первое выступление воссоединившейся группы состоялось 17 июня 2011 года, в SKC Белграда, на концерте, который был частью Jelen Top 10 Tour. В августе 2012 года группа выпустила сингл «Sudden Fall» и объявила о своем новом студийном альбоме.
15 сентября, 2012, Eyesburn выступили на фестивале «Warrior’s Dance», организованном британской группой The Prodigy и «Exit festival», на Калемегданe Белграда.
В декабре 2012 года группа выпустила второй сингл с нового альбома, «Hold This Way». В июне 2013 года, было объявлено, что новый студийный альбом будет называться «Reality Check», мастеринг которого проводил Йенс Борген. Релиз альбома состоялся 8 июля 2013 года.

## Дискография

### Студийные Альбомы
- Dog Life (1998)
- Fool Control (2000)
- Gabau! (2001)
- Cool Fire (with Ank Steadyspear; 2002)
- Solid (2003)
- How Much for Freedom? (2005)
- Reality Check (2013)

### Концертные записи
- Freedomized (1995)